# ALXD
『ALXD』（エー エル エックス ディー）は、[Alexandros]の5枚目のオリジナルアルバム。2015年6月17日にユニバーサルミュージックからリリースされた（アナログ盤は2015年7月15日にリリース）。バンド名を[Champagne]から[Alexandros]に改名してから、初のオリジナルアルバムとなる。なお、アルバムの通算枚数はリセットされていない。

## 概要
これまで約1年に1枚のペースでアルバムを発表してきたが、今作は「Me No Do Karate.」以来、2年ぶりのフルアルバムのリリースとなる。[Champagne]時代のラストシングルとなった「Run Away/Oblivion」、[Alexandros]名義での初のシングルとなった 「Adventure/Droshky!」、ユニバーサルJから初のメジャー流通シングルとなった「ワタリドリ/Dracula La」を含む、全14曲収録。
リリースは初回生産限定盤、通常盤、アナログ盤の3形態で行われた。このうち初回生産限定盤には、2014年12月20日にZEPP TOKYOで行われた自主企画ライブ『This Summer Festival 2014』からのライブ映像（副音声付き）と「ALXD」のセルフライナーノーツを収録したDVDが付属されている。
また、アルバム発売日にはバンドが路上時代にライブを行っていた代々木公園内にある野外ステージにて無料ライブ「[Alexandros] free live Back in Yoyogi Park!」を行い、一万人を集めた。

## 収録曲
- 全作詞／全作曲：川上洋平、訳詞：戸田よぺ子（#1〜4、#6、#8〜9、#11〜12、#14）、全編曲：［Alexandros］

### CD
| #         | タイトル                               | 作詞  | 作曲・編曲 | 時間 |
| --------- | -------------------------------------- | ----- | ---------- | ---- |
| 1.        | 「ワタリドリ」                         |       |            | 4:09 |
| 2.        | 「Boo!」                               |       |            | 4:33 |
| 3.        | 「ワンテンポ遅れたMonster ain't dead」 |       |            | 3:19 |
| 4.        | 「Famous Day」                         |       |            | 3:17 |
| 5.        | 「Adventure」                          |       |            | 4:31 |
| 6.        | 「can't explain」                      |       |            | 3:01 |
| 7.        | 「Buzz Off (Interlude)」               |       |            | 1:13 |
| 8.        | 「Oblivion」                           |       |            | 3:38 |
| 9.        | 「Leaving Grapefluits」                |       |            | 4:38 |
| 10.       | 「Dracula La」                         |       |            | 3:34 |
| 11.       | 「Droshky!」                           |       |            | 4:03 |
| 12.       | 「Dog 3」                              |       |            | 4:01 |
| 13.       | 「Run Away」                           |       |            | 4:30 |
| 14.       | 「Coming Summer」                      |       |            | 5:58 |
| 合計時間: | 合計時間:                              | 53:57 |            |      |

### 初回限定盤DVD
| #  | タイトル                            | 作詞 | 作曲・編曲 |
| -- | ----------------------------------- | ---- | ---------- |
| 1. | 「Burger Queen」                    |      |            |
| 2. | 「Droshky!」                        |      |            |
| 3. | 「city」                            |      |            |
| 4. | 「spy」                             |      |            |
| 5. | 「Stimulater」                      |      |            |
| 6. | 「Run Away」                        |      |            |
| 7. | 「Don't Fuck With Yoohei Kawakami」 |      |            |

- ALXD Self Liner Notes

## 楽曲について
1. ワタリドリ
10thシングルの1曲目
映画「明烏」主題歌。フジテレビ系「魁!音楽番付 EIGHT」2015年3月度エンディングテーマ。
2. Boo!
川上はこのアルバムで1番好きな曲。
3. ワンテンポ遅れたMonster ain't dead
デモの段階ではこのタイトルは「ワンテンポ遅れたMonster Is Dead」だった。サビでこのタイトルを連呼していると「これ以外のタイトルは考えられない」というメンバーの声より、そのまま採用となった。
「ワンテンポ遅れたMonster」とはバンド自身を指している。
4. Famous Day
MVが存在する。
一旦はお蔵入りしそうになったが、庄村の後押しによりアルバムに収録されることとなった。
先行して曲名のみが発表された際のタイトルは「Greatest Night」であったが、マスタリング中の川上の提案により変更された。
5. Adventure
9thシングルの1曲目
スカパー!「世界で活躍する日本人篇」全国TVCMソング
6. can't explain
ベースの磯部がこのアルバムで1番好きな曲。
7. Buzz Off (Interlude)
この曲はインタールードであり、デモの段階である。この曲の完成形は次作のアルバムEXIST!の9曲目に収録されている。
Famous Dayが完成するまではアルバムのリードトラックとなる曲であった。
8. Oblivion
8thシングルの2曲目。表記はないがアルバムバージョンであり、アウトロが次曲と繋がっている。
LITHIUM HOMME 2013 AWコレクションテーマ
9. Leaving Grapefruits
川上曰く失恋ソング。
VIP partyではランキング上位に入るなどと人気の曲。
川上はGrapefruitってタイトルにしておけばよかったと後悔していると語っている。
10. Dracula La
10thシングルの2曲目
MBS・TBS系ドラマ「女くどき飯」主題歌
11. Droshky!
9thシングルの2曲目
スカパー!「小野加入！コンサドーレ札幌篇」北海道地区TVCMソング
12. Dog 3
2ndアルバム『I Wanna Go To Hawaii.』に収録されている楽曲「Cat 2」の続編。
庄村が巨大化するというコミカルなMVが存在する。
13. Run Away
8thシングルの1曲目。「Oblivion」と同様表記はないがアルバムバージョンであり、シングルではフェードアウトしていたアウトロのピアノのメロディーが次曲と繋がっている。
NIKE+FUELBAND SE タイアップ曲
14. Coming Summer
「Coming Summer」の原曲としては古くからあったらしい。
アウトロは「ワタリドリ」のイントロをモチーフにしており、曲が終わるとまた最初に戻るような構成になっている。

## 参加ミュージシャン
- Rose (THE LED SNAIL)：Keyboard
- Cettia：Chorus
- 村田泰子：Strings
- 茅野嘉亮：Trumpet
- 白仁"KOTETSU"賢哉：Trombone
- 草間敬：Programming